# ارغوان (بازیگر)
ارغوان با نام حقیقی حامده حامدی (زاده ۱۳۳۲، تهران) بازیگر سینمای ایران در قبل از انقلاب است. او دختر سهیلا سخن‌سنج از بازیگران پیشکسوت سینما و تئاتر ایران است.

## زندگی‌نامه
ارغوان با حمایت مادر خود سهیلا سخن‌سنج که از اولین بازیگران زن سینمای ایران بود وارد این حرفه شد. نخستین حضورش در فیلم موفق درشکه‌چی به کارگردانی نصرت کریمی بود. با موفقیت این فیلم ارغوان هم خوش درخشید و در عرض دو سال حضورش در سینمای ایران، در بیش از ده فیلم سینمایی در کنار بازیگران مطرح آن دوران مانند فردین، منوچهر وثوق، ایرج قادری و ناصر ملک‌مطیعی بازی کرد.  
در دوران ساخت فیلم درشکه‌چی رابطه‌ای عاطفی میان او و بازیگر نقش مقابلش مسعود اسداللهی شکل گرفت که در سال ۱۳۵۰ منجر به ازدواج آن دو شد. این ازدواج ولی چند ماهی بیشتر به طول نکشید و منجر به طلاق شد. آخرین حضور ارغوان در سینمای ایران در فیلم تنها و گلها ساخته ابوالقاسم ملکوتی در سال ۱۳۵۲ بود.  
پس از کناره‌گیری از سینما مدتی با حمایت محمود قربانی مشغول به تمرین خوانندگی شد ولی سرانجام از این تصمیم صرفنظر کرد و برای همیشه از دنیای هنر خداحافظی کرد. اطلاعاتی مبنی از مسافرت و زندگی او در آمریکا و شهر لوس‌آنجلس در مطبوعات پیش از انقلاب چاپ شد ولی بعد از سال ۱۳۵۶ دیگر خبری از وی در مطبوعات منتشر نشد. 
ارغوان جزو معدود بازیگران زن ایران بود که از ایفای نقش‌هایی که در آن برهنگی وجود داشت ابایی نداشت و کلا به‌عنوان یک هنرپیشه سکسی شناخته می‌شد.

## فیلمشناخت
- تنها و گلها (۱۳۵۲)
- زن باكره (۱۳۵۲)
- شرور (۱۳۵۲)
- شلاق (۱۳۵۲)
- شورش (۱۳۵۲)
- ساعت فاجعه (۱۳۵۱)
- جاده (۱۳۵۰)
- ميعادگاه خشم (۱۳۵۰)
- يك چمدان سكس (۱۳۵۰)
- درشکه‌چی (۱۳۵۰)